# Madame et ses flics
Madame et ses flics est une série télévisée française en douze épisodes de 52 minutes créée par Richard Caron et diffusée entre le 22 novembre 1985 et le 14 avril 1986 sur FR3.

## Synopsis
Lorraine Valence jeune commissaire dirige la 7ème brigade territoriale de Paris. Sous ses ordres des policiers masculins qui ont du mal à accepter une femme commissaire et jeune de surcroît.

## Distribution
- Françoise Dorner : la commissaire Lorraine Valence
- Erik Colin : l'inspecteur principal Louis-Philippe Marceau
- Jean-Pierre Castaldi : Simonelli
- Jean-Claude Fernandez : Corona
- Sylvain M'Sid : Mabrouk

## Épisodes

### Première saison (1985)
1. Télé-crime
2. L'Affaire Jolicoeur
3. L'Imprésario de la mort
4. L'Ingénu du clairon
5. Fréquence malédiction

### Seconde saison (1986)
1. Ultra léger meurtre
2. La Robe qui tue
3. Mort en play-back
4. Le Prix du cadavre
5. Spéciale bavure
6. Le Film hanté
7. Le Corbeau informatique